# Stylida
Stylida (tiếng Hy Lạp: ?) là một khu tự quản ở vùng Trung Hy Lạp, Hy Lạp. Khu tự quản Stylida có diện tích 464 km², dân số theo điều tra ngày 18 tháng 3 năm 2001 là 14118 người.